# Jaap Uilenberg
Jacobus Uilenberg dit Jaap Uilenberg, né à Enschede, le 5 juin 1950, est un ancien arbitre néerlandais de football des années 1980 et 1990. 

## Carrière
Il a officié dans des compétitions majeures :
- Coupe des Pays-Bas de football 1989-1990 (finale)
- Supercoupe des Pays-Bas de football 1991
- Coupe Umbro (1 match)
- Supercoupe des Pays-Bas de football 1996